# Lemonade
Lemonade je šesté studiové album americké zpěvačky Beyoncé. Dne 23. dubna 2016 bylo nečekaně, bez předchozího oznámení, vydáno ke streamingu na Tidalu. Bylo nahráno u nahrávací společnosti Parkwood Entertainment. Album bylo propagováno, podobně jako její předchozí album, i jako vizuální album. Hodinový film měl premiéru na stanici HBO v den vydání alba.

## O albu
Dne 6. února 2016 vydala nový singl s názvem "Formation". Singl byl vydán exkluzivně na streamovací službě Tidal a byl dán zdarma ke stažení. S písní vystoupila během přestávky zápasu 50. ročníku Super Bowlu. Vystoupení bylo koncipováno jako politická a emancipační show. Oblečení vystupujících odkazovalo k uniformám Černých panterů a choreograficky vytvořené X zase k Malcolmu X. Policejní odbory vyzvaly k bojkotu koncertů Beyoncé, jelikož se domnívaly, že píseň obsahuje protipolicejní poselství. Od dubna do července 2016 probíhalo The Formation World Tour.
Dne 16. dubna 2016 oznámila, že 23. dubna bude mít na stanici HBO premiéru její hodinový film Lemonade. Téhož dne vydala také album, film fungoval i jako vizuál k albu. Beyoncé se na albu podílela také jako výkonná producentka. Mezi přizvanými umělci se objevili Jack White, Kendrick Lamar, The Weeknd a James Blake. Album bylo exkluzivě vydáno ke streamingu na Tidalu.

## Po vydání
Album bylo vydáno 23. dubna 2016 ke streamingu a 24. dubna k digitálnímu prodeji na Tidalu. Dne 25. dubna bylo album dáno k digitálnímu prodeji i na iTunes a další hudební služby. Za první týden se alba prodalo 485 000 kusů a bylo 115 milionkrát streamováno, album tím debutovalo na prvních příčkách US žebříčků.

## Seznam skladeb
| Pořadí         | Název                                | Hudba                                                 | Délka |
| -------------- | ------------------------------------ | ----------------------------------------------------- | ----- |
| 1.             | Pray You Catch Me                    | Garrett, Knowles                                      | 3:16  |
| 2.             | Hold Up                              | Diplo, Knowles,·Koenig                                | 3:41  |
| 3.             | Don't Hurt Yourself (ft. Jack White) | White, Knowles, Derek Dixie                           | 3:54  |
| 4.             | Sorry                                | Melo-X, Knowles, Gordon, Hit-Boy, Stuart White        | 3:53  |
| 5.             | 6 Inch (ft. The Weeknd)              | Danny Boy Styles, Ben Billions, Knowles, Boots, Dixie | 4:20  |
| 6.             | Daddy Lessons                        | Knowles, Dixie, Delicata                              | 4:48  |
| 7.             | Love Drought                         | Dean, Knowles                                         | 3:57  |
| 8.             | Sandcastles                          | Knowles, Vincent Berry                                | 3:03  |
| 9.             | Forward (ft. James Blake)            | Blake, Knowles                                        | 1:19  |
| 10.            | Freedom (ft. Kendrick Lamar)         | Coffer,·Knowles,·Just Blaze                           | 4:50  |
| 11.            | All Night                            | Diplo, Knowles, Henry Allen                           | 5:22  |
| 12.            | Formation                            | Mike WiLL Made-It, Knowles, Pluss                     | 3:26  |
| Celková délka: | Celková délka:                       | Celková délka:                                        | 45:49 |

## Mezinárodní žebříčky
| Země                     | Umístění |
| ------------------------ | -------- |
| Austrálie                | 1        |
| Belgie                   | 1        |
| Finsko                   | 4        |
| Irsko                    | 1        |
| Itálie                   | 6        |
| Kanada                   | 1        |
| Maďarsko                 | 3        |
| Německo                  | 3        |
| Nizozemí                 | 1        |
| Nový Zéland              | 2        |
| Rakousko                 | 9        |
| Švédsko                  | 1        |
| Švýcarsko                | 2        |
| UK Albums Chart          | 7        |
| US Billboard 200         | 1        |
| US Billboard R&B/Hip-Hop | 1        |